# أشلي بارنز
أشلي بارنز (بالإنجليزية: Ashley Barnes)‏ (30 أكتوبر 1989 باث المملكة المتحدة - ) هو لاعب كرة قدم بريطاني يلعب كمهاجم.

## وصلات خارجية
أشلي بارنز على موقع قاعدة بيانات كرة القدم.إي يو (الإنجليزية)
- أشلي بارنز على موقع Soccerbase.com (لاعب) (الإنجليزية)
- أشلي بارنز على موقع Soccerway.com (الإنجليزية)
- أشلي بارنز على موقع عالم كرة القدم.نت (الإنجليزية)
- أشلي بارنز على موقع AS.com (الإسبانية)